# Uroxys tacanensis
Uroxys tacanensis là một loài bọ cánh cứng trong họ Bọ hung (Scarabaeidae).